# Ad Hoeymans
Adrianus (Ad) Hoeymans (Rotterdam, 21 oktober 1934 - Amsterdam, 22 maart 2011) was een Nederlands film-, televisie-, toneel- en stemacteur.
Hoeymans werkte enige tijd in een juwelierszaak toen hij naar de toneelschool in Arnhem ging. In 1959 deed hij eindexamen en maakte hij zijn debuut bij het Arnhemse gezelschap Theater. Hij speelde hoofdzakelijk in de vrije sector, met uitzondering van drie langere engagementen bij Ensemble, Theater en het Nieuw Rotterdams Toneel.
Al kort na zijn toneeldebuut speelde Hoeymans zijn eerste rol op televisie, in John Walker bij de NCRV. Hij speelde veelvuldig televisierollen, al verwierf hij pas op latere leeftijd grote bekendheid door rollen in series als Medisch Centrum West, waarin hij vier jaar lang te zien was als dokter Berghof.
Naast acteerwerk verleende hij ook zijn stem voor enkele tekenfilms en animatieprogramma's en was hij te horen als verteller in het hoorspel De man die zo dol was op Dickens.
Op 22 maart 2011 stierf hij een natuurlijke dood.

## Filmografie
- 1969 - Floris - kapitein Barend van Hackfort, leger van Gelre
- 1975 - Amsterdam 700 - wacht
- 1977 - A bridge too far
- 1988 - Medisch Centrum West - dokter Berghof (1988-1992)
- 1991, 1999, 2001 - Goede tijden, slechte tijden: 38 afl. - Menno Develing, rechter. Dokter Vos
- 1994 - Oppassen!!! - Johnny de Wit (afl. Reünie, 1994)
- 1996 - Goudkust - Harold Lohman (1996-1997)
- 2000 - Westenwind - advocaat van der Bilt (2000)
- 2006 - Het woeden der gehele wereld
- 2009 - Het Huis Anubis (verwarde man in het winkelcentrum)

### Stemmen
- 1959 - Doornroosje 2e Nederlandse nasynchronisatie uit 1996 - koning Stefan
- 1987 - Ovide en zijn vriendjes - Peli

### Hoorspelen
- 1986 - De man die zo dol was op Dickens - verteller